# Vitorchiano
Vitorchiano je obec v provincii Viterbo v italském regionu Lazio, ležící asi 70 km severozápadně od Říma a 7 km severovýchodně od města Viterbo. Rozloha je asi 30 km², počet obyvatel přes 5200 (v roce 2019).

## Poloha a historie
Vitorchiano leží na úpatí pohoří Monti Cimini a táhne se směrem k údolí říčky Vezza. Je to starobylá obec, známá těžbou a zpracováním dekorativního kamene peperina, zvláštního druhu tufu. Na ostrohu z této horniny rozbitém na obrovské balvany a vyčnívajícím nad okolní krajinu byla také kdysi vystavěna. Okolí Vitorchiana je kopcovité, bohaté na listnaté lesy (rostou tu zejména duby, jasany, buky, jilmy a kaštany) a protékají ho dosud poměrně čisté potoky, takže jsou tu příznivé přírodní podmínky pro živočichy i rostlinstvo.

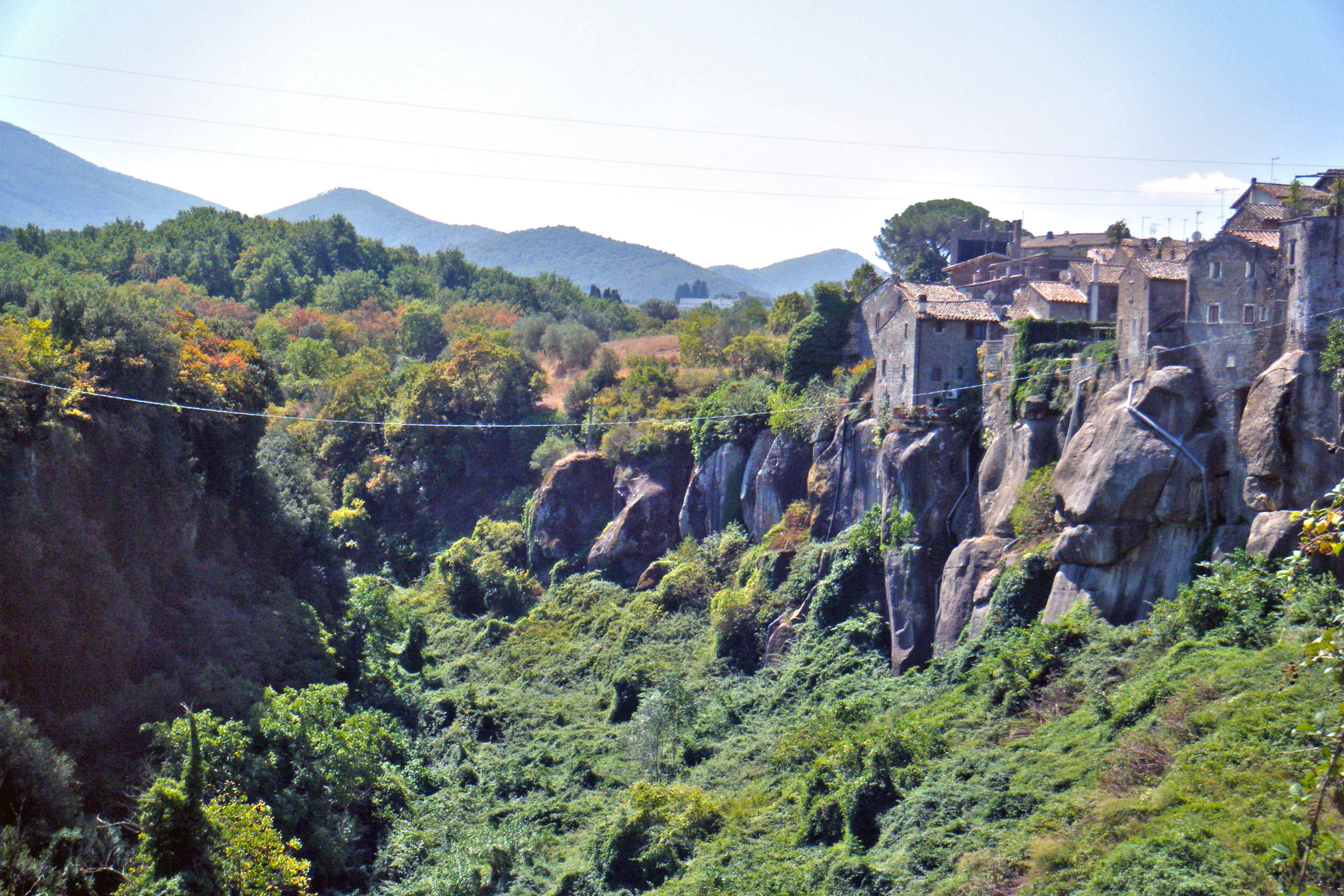
Pohled na starou část městečka

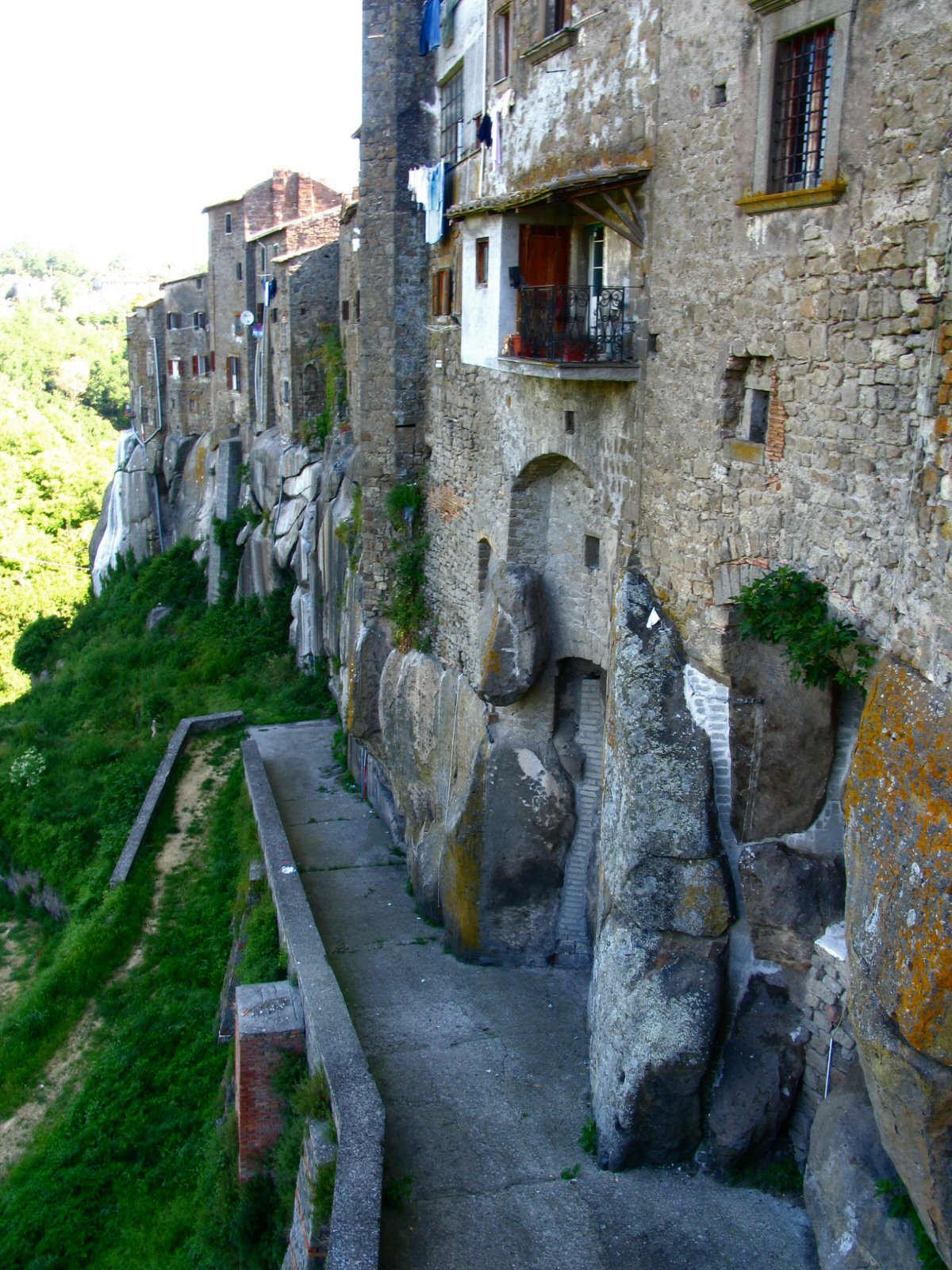
Domy nad srázem

Lokalita byla osídlena už v době bronzové, asi od 11. století před naším letopočtem. Později bylo etruským sídlem (z etruského Orcle je snad odvozeno jméno obce), pak římským castrem. Ve středověku bylo Vitorchiano nějakou dobu podrobeno nedalekému Viterbu, pak se ale formálně podřídilo Římu a získalo tak některé výhody, uplatňované až do současnosti (např. právo používat ve svém znaku zkratku SPQR).
Hlavním dopravním spojením je silnice z Viterba do Grotte Santo Stefano.

## Další zajímavosti
Z českého pohledu je Vitorchiano zajímavé i díky klášteru trapistek (řádu cisterciaček přísné observance), který se stal v roce 2007 mateřským domem pro klášter Naší Paní nad Vltavou v Poličanech.
Z Vitorchiana také pochází pískovcový blok, z něhož je vytesán střed podstavce pro nový Mariánský sloup na Staroměstském náměstí v Praze.
Byly tu natočeny některé scény filmu Maria Monicelliho z roku 1966, uváděného v Česku pod názvem Brancaleonova armáda.
Italská stanice Radiotelevisione Italiana v roce 1990 pozvala do Vitorchiana skupinu jedenácti domorodých Maorů z Velikonočního ostrova, a ti tu z třicetitunového bloku peperina (kámen je podobný jako v sopečných lomech Velikonočního ostrova) ručními sekerami a ostrými kameny vytesali repliku posvátné sochy moai.